# Liga Premier de Rusia 2012-13
La Liga Premier 2012-13 fue la 21.ª edición de la Liga Premier de Rusia. El campeonato comenzó el 21 de julio de 2012 y finalizó el 26 de mayo de 2013. Compitieron en la temporada 16 equipos de 12 ciudades y el CSKA Moscú se convirtió en el campeón de liga por cuarta vez.
Esta fue la primera temporada en la historia del fútbol ruso que se jugó sobre la base del calendario de otoño-primavera utilizado en el resto del fútbol europeo, en lugar de la programación de primavera-otoño, tradicionalmente utilizado en Rusia debido a las condiciones climáticas.

## Formato
Los 16 equipos jugarán un campeonato disputado a dos vueltas donde cada equipo juega frente al resto de los equipos dos veces, una como local y otra como visitante. Por lo tanto, se jugarán un total de 240 partidos, con 30 partidos jugados por cada equipo.
Los equipos que terminen en la posición 15 y 16 descenderán a la Liga Nacional, mientras que los dos mejores equipos de la Liga Nacional ascenderán a la Liga Premier de la temporada 2013/14.  Los equipos de la Liga Premier en las posiciones 13 y 14 jugarán contra los equipos de la Liga Nacional, cuarto y tercero, respectivamente, en dos partidos de playoffs y el ganador se asegura un lugar en la Liga Premier 2013/14 (véase el apartado 4.5.1 de la normativa liga). 
A partir del 4 de julio, un equipo podrá tener 7 jugadores extranjeros (no ciudadanos rusos) en la cancha al mismo tiempo, a diferencia de la temporada anterior, cuando el límite era de seis extranjeros por equipo. Se ha anunciado que la nueva norma estará vigente hasta 2017.
El parón invernal será del 10 de diciembre de 2012 en la jornada 19 hasta el 10 de marzo de 2013, cuando se reiniciará la liga con la jornada 20 debido al duro invierno que se vive en el país.

### Equipos Junior
De acuerdo con la práctica establecida, un torneo de equipos menores se llevará a cabo en paralelo con el campeonato mayor. El límite de edad para los jugadores de los equipos junior "para esta temporada aún no se ha decidido". Cada club podrá alinear un máximo de tres jugadores de campo y un portero mayores que el límite de edad.

## Equipos participantes
El Tom Tomsk y el Spartak Nalchik descendieron al final de la temporada 2011-12 después de terminar la temporada en las dos últimas plazas. Ambos equipos volvieron a la Liga Nacional después de siete y seis temporadas, respectivamente, en la máxima categoría. Por tanto, es la primera vez desde 2005 —cuando ascendió el Tom— que en la Liga Premier no participa un club de más allá de los Urales, considerado como la Rusia asiática.
Los equipos descendidos fueron reemplazados por el campeón de la Liga Nacional 2011-12, el Mordovia Saransk y el subcampeón, el osetio Alania Vladikavkaz. Alania, excampeón ruso, regresó a la Liga Premier tras solo un año de ausencia, mientras que el Mordovia debuta en el más alto nivel del fútbol en Rusia.